# Crimnologa
Crimnologa là một chi bướm đêm thuộc phân họ Olethreutinae trong họ Tortricidae.

## Các loài
- Crimnologa fletcheri Bradley, 1965
- Crimnologa perspicua Meyrick, 1920